# Чемпіонат СРСР з хокею із шайбою 1966—1967
21-й чемпіонат СРСР з хокею із шайбою проходив з 25 вересня 1966 року по 23 квітня 1967 року. У змаганні брали участь дванадцять команд. Переможцем став клуб «Спартак» Москва. Найкращий снайпер — В'ячеслав Старшинов (47 закинутих шайб).

## Клас А

### Перша група
| М   | Команда                 | І  | Пер | Н | Пор | Ш       | О  |
| --- | ----------------------- | -- | --- | - | --- | ------- | -- |
| 1.  | «Спартак» Москва        | 44 | 38  | 3 | 3   | 303:97  | 79 |
| 2.  | ЦСКА                    | 44 | 35  | 4 | 5   | 283:120 | 74 |
| 3.  | «Динамо» Москва         | 44 | 26  | 4 | 14  | 184:127 | 56 |
| 4.  | СКА Ленінград           | 44 | 22  | 9 | 13  | 159:140 | 53 |
| 5.  | «Крила Рад» Москва      | 44 | 23  | 4 | 17  | 164:142 | 50 |
| 6.  | «Хімік» Воскресенськ    | 44 | 16  | 9 | 19  | 128:158 | 41 |
| 7.  | «Локомотив» Москва      | 44 | 16  | 8 | 20  | 153:158 | 40 |
| 8.  | «Торпедо» Горький       | 44 | 16  | 6 | 22  | 116:158 | 38 |
| 9.  | «Динамо» Київ           | 44 | 11  | 8 | 25  | 122:207 | 30 |
| 10. | «Сибір» Новосибірськ    | 44 | 11  | 7 | 26  | 143:221 | 29 |
| 11. | Металург (Новокузнецьк) | 44 | 8   | 4 | 32  | 101:210 | 20 |
| 12. | «Торпедо» Мінськ        | 44 | 7   | 4 | 33  | 106:218 | 18 |

Скорочення: М = підсумкове місце, І = ігри, Пер = перемоги, Н = нічиї, Пор = поразки, Ш = закинуті та пропущені шайби, О = набрані очки

## Найкращі снайпери
1. В'ячеслав Старшинов («Спартак» Москва) — 47 шайб.
2. Анатолій Фірсов (ЦСКА) — 41.
3. Віктор Полупанов (ЦСКА) — 39.
4. Євген Зимін («Спартак» Москва) — 34.
5. Олександр Якушев («Спартак» Москва) — 34.

## Команда усіх зірок
- Воротар: Віктор Коноваленко («Торпедо» Г)
- Захисники: Олександр Рагулін (ЦСКА) — Віталій Давидов («Динамо» Москва)
- Нападники: В'ячеслав Старшинов («Спартак») — Анатолій Фірсов (ЦСКА) — Борис Майоров («Спартак»)

## Перехідний турнір
| М  | Команда                     | І | Пер | Н | Пор | Ш     | О |
| -- | --------------------------- | - | --- | - | --- | ----- | - |
| 1. | Металург (Новокузнецьк)     | 6 | 4   | 0 | 2   | 28:16 | 8 |
| 2. | «Торпедо» Мінськ            | 6 | 4   | 0 | 2   | 17:15 | 8 |
| 3. | СК ім. Урицького            | 6 | 3   | 0 | 3   | 17:20 | 6 |
| 4. | «Торпедо» Усть-Каменогорськ | 6 | 1   | 0 | 5   | 20:31 | 2 |

## Друга група
| М   | Команда                     | І  | Пер | Н  | Пор | Ш       | О  |
| --- | --------------------------- | -- | --- | -- | --- | ------- | -- |
| 1.  | «Автомобіліст» Свердловськ  | 44 | 26  | 6  | 12  | 199:145 | 58 |
| 2.  | «Торпедо» Усть-Каменогорськ | 44 | 23  | 4  | 17  | 144:128 | 50 |
| 3.  | СК ім. Урицького            | 44 | 21  | 3  | 20  | 132:140 | 45 |
| 4.  | СКА Новосибірськ            | 44 | 17  | 10 | 17  | 139:131 | 44 |
| 5.  | «Трактор» Челябінськ        | 44 | 20  | 4  | 20  | 135:135 | 44 |
| 6.  | «Салават Юлаєв»             | 44 | 17  | 9  | 18  | 119:139 | 43 |
| 7.  | «Молот» Перм                | 44 | 17  | 8  | 19  | 154:139 | 42 |
| 8.  | «Даугава» Рига              | 44 | 17  | 8  | 19  | 126:143 | 42 |
| 9.  | Електросталь                | 44 | 16  | 10 | 18  | 117:126 | 42 |
| 10. | «Дизель» Пенза              | 44 | 19  | 3  | 22  | 146:162 | 41 |
| 11. | «Супутник»                  | 44 | 14  | 12 | 18  | 135:138 | 40 |
| 12. | СКА Калінін                 | 44 | 15  | 7  | 22  | 119:139 | 37 |

Найкращий снайпер - Василь Сілуков («Молот» Перм) - 32 шайби.

## «Динамо» (Київ)
За український клуб виступали:
| Воротарі: Віталій Павлушкін, Микола Кульков. Захисники: Анатолій Рябиченко, Віктор Мосягін, Микола Ворошилов, Володимир Альошин, Олексій Богінов, Віктор Мосягін. Нападники: Валентин Уткін, Олександр Кузнецов, Володимир Прокоф'єв, Юрій Бистров, Герман Григор'єв, Георгій Юдін, Ігор Тузик, Сергій Серебряков, Борис Нужин, Олександр Голембіовський, Олександр Шоман, Анатолій Бєлоножкін, Юрій Потєхов, Валентин Чистов, Володимир Пестенін. Старший тренер — Дмитро Богінов; тренер — Ігор Шичков. |